# Ciclismo nos Jogos Pan-Americanos de 2023 - Velocidade individual masculino
A prova de velocidade individual masculino do ciclismo nos Jogos Pan-Americanos de 2023 foi disputada em 25 e 26 de outubro de 2023 no Velódromo, em Peñalolén. Um total de 19 ciclistas de 11 Comitês Olímpicos Nacionais (CON) participaram do evento.

## Calendário
Horário local (UTC−3).
| Data          | Hora  | Fase              |
| ------------- | ----- | ----------------- |
| 25 de outubro | 10:05 | Qualificatória    |
| 25 de outubro | 10:42 | Oitavas de final  |
| 25 de outubro | 11:00 | Repescagem        |
| 25 de outubro | 18:05 | Quartas de final  |
| 25 de outubro | 19:29 | Classificação 5–8 |
| 26 de outubro | 11:11 | Semifinais        |
| 26 de outubro | 18:57 | Finais            |

## Medalhistas
| Ouro   | TTO Nicholas Paul   |
| Prata  | SUR Jair Tjon En Fa |
| Bronze | COL Kevin Quintero  |

## Resultados

### Qualificatória
Os 12 ciclistas mais rápidos avançam para as oitavas de final.
| Pos. | Ciclista                | CON                   | Tempo  | Notas |
| ---- | ----------------------- | --------------------- | ------ | ----- |
| 1    | Nicholas Paul           | TTO Trinidad e Tobago | 9.574  | Q,    |
| 2    | Nicholas Wammes         | CAN Canadá            | 9.689  | Q     |
| 3    | Jair Tjon En Fa         | SUR Suriname          | 9.703  | Q     |
| 4    | Fabián Puerta           | COL Colômbia          | 9.806  | Q     |
| 5    | Kevin Quintero          | COL Colômbia          | 9.814  | Q     |
| 6    | Cristian Ortega         | COL Colômbia          | 9.836  | Q     |
| 7    | Tyler Rorke             | CAN Canadá            | 9.909  | Q     |
| 8    | Lucas Vilar             | ARG Argentina         | 9.958  | Q     |
| 9    | Edgar Verdugo           | MEX México            | 9.981  | Q     |
| 10   | João Vitor da Silva     | BRA Brasil            | 10.019 | Q     |
| 11   | Kwesi Browne            | TTO Trinidad e Tobago | 10.073 | Q     |
| 12   | Juan Ruiz Terán         | MEX México            | 10.108 | Q     |
| 13   | Juan Bautista Rodríguez | ARG Argentina         | 10.134 |       |
| 14   | James Alvord III        | USA Estados Unidos    | 10.147 |       |
| 15   | Luis Yáñez              | VEN Venezuela         | 10.154 |       |
| 16   | Evan Boone              | USA Estados Unidos    | 10.308 |       |
| 17   | Joaquín Fuenzalida      | CHI Chile             | 10.432 |       |
| 18   | Diego Fuenzalida        | CHI Chile             | 10.625 |       |
| 19   | Alexis Domínguez        | PAR Paraguai          | 10.638 |       |

### Oitavas de final
Os vencedores de cada bateria avançam para as quartas de final e os perdedores para a repescagem.
| Bateria | Pos. | Ciclista            | CON                   | Tempo  | Notas |
| ------- | ---- | ------------------- | --------------------- | ------ | ----- |
| 1       | 1    | Nicholas Paul       | TTO Trinidad e Tobago | 10.576 | Q     |
| 1       | 2    | Juan Ruiz Terán     | MEX México            |        | R     |
| 2       | 1    | Nicholas Wammes     | CAN Canadá            | 10.349 | Q     |
| 2       | 2    | Kwesi Browne        | TTO Trinidad e Tobago |        | R     |
| 3       | 1    | Jair Tjon En Fa     | SUR Suriname          | 10.362 | Q     |
| 3       | 2    | João Vitor da Silva | BRA Brasil            |        | R     |
| 4       | 1    | Fabián Puerta       | COL Colômbia          | 10.323 | Q     |
| 4       | 2    | Edgar Verdugo       | MEX México            |        | R     |
| 5       | 1    | Kevin Quintero      | COL Colômbia          | 10.496 | Q     |
| 5       | 2    | Lucas Vilar         | ARG Argentina         |        | R     |
| 6       | 1    | Tyler Rorke         | CAN Canadá            | 10.293 | Q     |
| 6       | 2    | Cristian Ortega     | COL Colômbia          |        | R     |

### Repescagem
Os vencedores de cada bateria de repescagem avançam para as quartas de final.
| Bateria | Pos. | Ciclista            | CON                   | Tempo  | Notas |
| ------- | ---- | ------------------- | --------------------- | ------ | ----- |
| 1       | 1    | Edgar Verdugo       | MEX México            | 10.645 | Q     |
| 1       | 2    | Juan Ruiz Terán     | MEX México            |        |       |
| 1       | 3    | Lucas Vilar         | ARG Argentina         |        |       |
| 2       | 1    | Cristian Ortega     | COL Colômbia          | 10.484 | Q     |
| 2       | 2    | Kwesi Browne        | TTO Trinidad e Tobago |        |       |
| 2       | 3    | João Vitor da Silva | BRA Brasil            |        |       |

### Quartas de final
Os vencedores de cada bateria, disputada em uma melhor de três corridas, avançam para a semifinal e os perdedores para a classificação 5–8.
| Bateria | Pos. | Ciclista        | CON                   | Corrida 1 | Corrida 2 | Desempate (s.n.) | Notas |
| ------- | ---- | --------------- | --------------------- | --------- | --------- | ---------------- | ----- |
| 1       | 1    | Nicholas Paul   | TTO Trinidad e Tobago | X         | X         |                  | Q     |
| 1       | 2    | Cristian Ortega | COL Colômbia          |           |           |                  | F5-8  |
| 2       | 1    | Nicholas Wammes | CAN Canadá            | X         | X         |                  | Q     |
| 2       | 2    | Edgar Verdugo   | MEX México            |           |           |                  | F5-8  |
| 3       | 1    | Jair Tjon En Fa | SUR Suriname          | X         | X         |                  | Q     |
| 3       | 2    | Tyler Rorke     | CAN Canadá            |           |           |                  | F5-8  |
| 4       | 1    | Kevin Quintero  | COL Colômbia          | X         | X         |                  | Q     |
| 4       | 2    | Fabián Puerta   | COL Colômbia          |           |           |                  | F5-8  |

### Classificação 5–8
Corrida para definir entre o quinto ao oito lugar na classificação final.
| Pos. | Ciclista        | CON          | Tempo  |
| ---- | --------------- | ------------ | ------ |
| 5    | Fabián Puerta   | COL Colômbia | 10.048 |
| 6    | Cristian Ortega | COL Colômbia |        |
| 7    | Tyler Rorke     | CAN Canadá   |        |
| 8    | Edgar Verdugo   | MEX México   |        |

### Semifinais
Os vencedores de cada bateria, disputada em uma melhor de três corridas, avançam para a final e os perdedores para a disputa pelo bronze.
| Bateria | Pos. | Ciclista        | CON                   | Corrida 1 | Corrida 2 | Desempate (s.n.) | Notas |
| ------- | ---- | --------------- | --------------------- | --------- | --------- | ---------------- | ----- |
| 1       | 1    | Nicholas Paul   | TTO Trinidad e Tobago | X         | X         |                  | Q     |
| 1       | 2    | Kevin Quintero  | COL Colômbia          |           |           |                  | QB    |
| 2       | 1    | Jair Tjon En Fa | SUR Suriname          |           | X         | X                | Q     |
| 2       | 2    | Nicholas Wammes | CAN Canadá            | X         |           |                  | QB    |

### Finais
Os vencedores de cada bateria, disputada em uma melhor de três corridas, conquistam as respectivas medalhas.
| Pos.                | Ciclista        | CON                   | Corrida 1 | Corrida 2 | Desempate (s.n.) |
| ------------------- | --------------- | --------------------- | --------- | --------- | ---------------- |
| Disputa pelo ouro   |                 |                       |           |           |                  |
| Medalha de ouro     | Nicholas Paul   | TTO Trinidad e Tobago | X         | X         |                  |
| Medalha de prata    | Jair Tjon En Fa | SUR Suriname          |           |           |                  |
| Disputa pelo bronze |                 |                       |           |           |                  |
| Medalha de bronze   | Kevin Quintero  | COL Colômbia          | X         | X         |                  |
| 4                   | Nicholas Wammes | CAN Canadá            |           |           |                  |